# Обсада на Дръстър (971)
Обсадата на Дръстър през 971 г. е поредица от битки за контрол над средновековния град Дръстър (днешна Силистра), сложили край на нашествието на киевския княз Светослав I в България. Завършва с победа на византийците, водени от Йоан I Цимисхий.

## Обсада
Император Йоан преминава към обсада на Дръстър, която трае 65 дни. Неговата армия е подкрепена от флота от 300 кораба, снабдени със сифони за гръцки огън. Има няколко сражения пред стените на града; те показват на византийците, че русите нямат умения за бой с конница. Сред жертвите е роднината на императора Йоан Куркуас (чиято глава е показана от русите на една от кулите) и втория по командване в армията на Светослав, Икмор (убит е от Анемас, сина на критския управник за да отмъсти за убийството на баща си от Икмор по време на обсадата на Крит).
Руснаците и българите намаляват до крайност от глад. За да умилостивят боговете те давят пилета в Дунав, но жертвоприношенията не помогнали. Когато лишенията станали още по-големи 2000 руски войни (включително някои жени) отплавали през нощта, разбили византийската флота и тръгнали да търсят запаси по Дунав; по-късно отново се присъединили към обсадата.
Руснаците разбрали, че не могат да пробият обсадата и се съгласяват да подпишат мирен договор с Византийската империя, съгласно който се отказват от интересите си към българските земи и град Херсонес в Крим. Светослав горчиво отбелязва, че всичките му съюзници (унгарци, печенеги) са го предали в решаващ момент. Позволено му е да евакуира армията си на остров Березан, а през това време византийците навлизат в Дръстър.